# 13-та бригада оперативного призначення НГУ «Хартія»
13-та бригада оперативного призначення «Хартія» (13 БрОП) — військове формування в складі 2-го корпусу Національної гвардії України.
Після початку російського вторгнення в 2022 році у Харкові створили ДФТГ «Хартія», що входило до 127-ї бригади ТРО. Підрозділ брав участь у боях за Харків і на Харківщині. Взимку 2022 року воював під Бахмутом. На початку 2023 року переформований у 13-ту бригаду НГУ, яка стала однією зі штурмових бригад Гвардії наступу. 2024 року бригада воювала в районах Очеретиного, Серебрянського лісництва і на півночі Харківщини.

## Історія
Після початку російського вторгнення в 2022 році у Харкові було створене добровольче формування територіальної громади «Хартія». Його створив і очолив Всеволод Кожемяко — бізнесмен, за даними Forbes мав 88 місце серед 100 найбагатших українців 2020 року. Початок війни в Україні він зустрів у Альпах, але повернувся до України для захисту міста.
Командир бригади Ігор Оболєнський так у 2024 році згадував про заснування «Хартії»:

| Одного дня мені зателефонував Всеволод Кожемяко, з яким ми знайомі з 2014 року, зі словами, що потрібна допомога. Виявилося, що біля нього сформувалася група людей, які хотіли захищати Україну, але не встигли приєднатися до Сил оборони, оскільки охочих було на той момент дуже і дуже багато — всі хотіли бути причетними до перемоги, тому всі підрозділи були доукомплектовані… Всеволод запропонував поєднати наші зусилля. Від мене — військова складова, його — як менеджера-організатора. В результаті вийшла така крута синергія — народився наш підрозділ ДФТГ „Хартія“, який повністю відповідав стандартам НАТО. |
| — полковник Ігор Оболєнський, 2024 |

Наприкінці квітня — на початку травня 2022 року ДФТГ «Хартія» брала участь разом з іншими підрозділами сил оборони України у звільненні села Руська Лозова біля Харкова. У вересні «Хартія» звільняла Харківщину в рамках Слобожанського контрнаступу ЗСУ. У листопаді батальйон брав участь у боях поблизу села Коломийчиха на Сватівському напрямку на Луганщині.

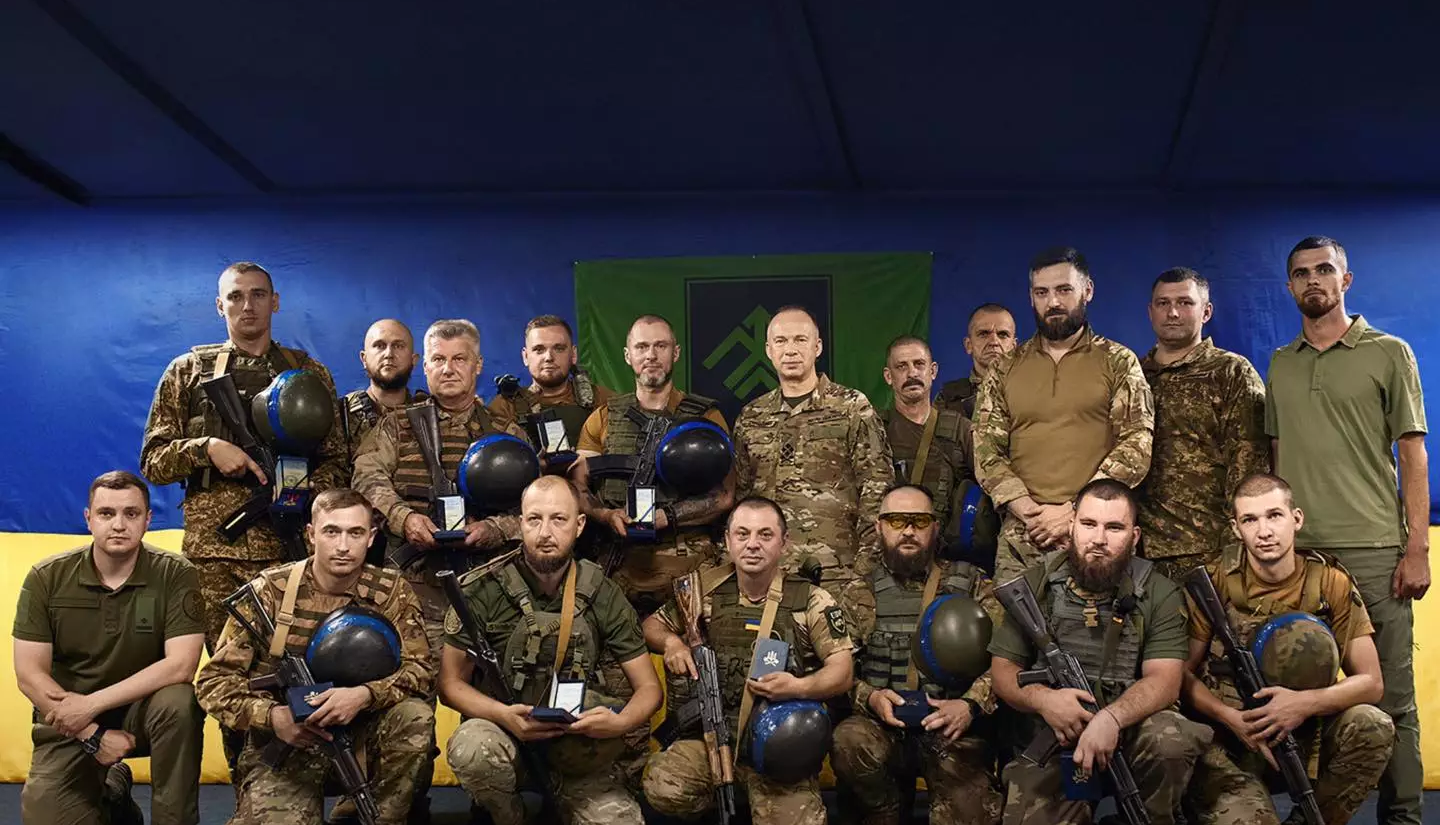
Головнокомандувач Збройних Сил України генерал-полковник Олександр Сирський відзначає військовослужбовців 13 бригади НГУ «Хартія» за оборону Вовчанська та півночі Харківщини нагрудними знаками «Золотий хрест» / 18 червня 2024 року

В березні 2023 року підрозділ «Хартія» увійшов до лав Національної гвардії України і став основою 13-ї бригади оперативного призначення НГУ «Хартія».
На початку травня 2024 року про «Хартію» писали одразу з кількох напрямків: прибула на посилення в район Очеретиного, а також вела бої за Серебрянське лісництво.
21 травня 2024 року Хартія брала участь в боях на півночі Харківщини, зокрема за Липці.
На початку грудня 2024 року «Хартія» провела першу в історії роботизовану операцію, що стала частиною просування бригади на Липецькому напрямку.
15 березня 2025 року стало відомо, що Нацгвардія розпочала формування армійського корпусу, що складатиметься з п'яти бригад. Основою для формування корпусу стануть досвід та підходи 13-ї бригади НГУ «Хартія». Про це повідомив командир бригади «Хартія» полковник Ігор Оболєнський.
25 березня 2025 року 13-та бригада оперативного призначення Національної гвардії України указом Президента України Володимира Зеленського відзначена почесною відзнакою «За мужність та відвагу».
17 квітня 2025 року українські медіа повідимли, що у складі бригади сформований інтернаціональний підрозділ «Гуахіро», який об'єднав іноземних добровольців з різних континентів — від США та Великої Британії до країн Латинської Америки. Підрозділ вже близько року брав участь у бойових діях та отримав власний бойовий прапор. Під час урочистостей бійцям «Гуахіро» також були вручені шеврони та нагороди за участі командира батальйону Антона «Француза» Баєва, заступника командира бригади полковника Миколи Тютюнника та головного сержанта бригади Дмитра «Волиняки» Грицюка.
У квітні 2025 року бригада увійшла до складу 2-го корпусу НГУ «Хартія».
1 червня 2025 року українські медіа спільно зі сторінками бригади повідомили, що вона має одну з найефективніших мереж мобільних вогневих груп у Харкові. До складу груп входять оператори ПЗРК, великокаліберних кулеметів, засобів радіоелектронної боротьби (РЕБ). Бійці підрозділу не лише знищують дрони, а й фіксують кожне ураження — за допомогою відео, радіоперехоплень, тепловізійної зйомки та звітів.
Завдяки проєкту «Дронопад» та злагодженій роботі Хартії, вдається достовірно фіксувати кожне збиття й оперативно адаптовувати тактику дій. За інформацією станом на середину 2025 року, лише в Харкові підрозділ щодня знищує в середньому 3–4 ворожі БпЛА, зокрема «Ланцети», «Орлани» та «ZALA».
19 липня 2025 року стало відомо, що артелеристи бригади оперативного призначення «Хартія» отримали на озброєння українські причіпні далекобійні гаубиці «Богдана-БГ».

## Командування
Командири:
- 2022—2023: Кожемяко Всеволод Сергійович
- 2023 — квітень 2025: полковник Оболєнський Ігор Георгійович[8]
- квітень 2025 — липень: полковник Голубок Максим Геннадійович
- липень 2025 — т. ч.: майор Кітонє Даніель Вінсентович[22]

Начальники штабу:
- 2023 — квітень 2025: полковник Голубок Максим Геннадійович[23]
- квітень 2025 — т. ч.: підполковник Андрій Помагайбус

## Рекрутинг
«Хартія» запустила рекрутинг у 2023 році Гаслом першої рекрутингової кампанії стало «Гарантуємо 60 днів підготовки». Обличчями наступної рекрутингової кампанії стали командир бригади Ігор Оболєнський, начальник медичної роти «Калина» та командир підрозділу ISTAR «Біт».
У березні 2024 року до лав бригади долучився Сергій Жадан, український письменник і лідер музичного гурту «Жадан і Собаки».
Також до «Хартії» приєднався Вахтанг Кіпіані, історик та головний редактор видання «Історична правда».
У липні 2024-го «Хартію» відвідав французький філософ та письменник Бернар-Анрі Леві. У вересні 2024-го — історик Тімоті Снайдер. У жовтні — міністр оборони Нідерландів Рубен Брекельманс.

## Втрати

### 2022
- 28.12.2022 — Черних Владислава Валентинівна («Аїда»). 28.06.1994[31].

### 2023
- 15 січня 2023 — Стахів Тарас Володимирович («Стах»). 18.01.2004
- 27 грудня 2023 — Мац Вадим Сергійович, молодший лейтенант, командир 1-го екіпажу розвідувально-ударних БПаК. Загинув вночі в с. Серебрянка Донецької області, керована авіабомба влучила в бліндаж[32].

### 2024
- 14 квітня 2024 — Гуцало Євген Володимирович («Фізик»). 41 рік, м. Кривий Ріг[33]
- 23 квітня 2024 — Ющенко Олександр Михайлович («Капа»), головний сержант. 29 квітня 1986, м. Луцьк[34]
- 13 травня 2024 — Дронніков Богдан Олександрович. 9 вересня 1997, м. Кривий Ріг[35][36]
- 15 травня 2024 — Фомішевський Віктор Олександрович. 14.01.2003. Загинув під час штурму на Харківському напрямку[37]
- 17 травня 2024 — Рєзнік Юрій, солдат. Загинув під Лук'янцями Харківської області[38]
- 31 травня 2024 — Кушнір Андрій. 24 роки, м. Хмельницький. Загинув від мінометного обстрілу поблизу села Липці на Харківщині[39]
- 16 червня 2024 — Шубін Едуард. 20 років, солдат. Загинув поблизу селища Липці[40]
- 11 липня 2024 — Приставка Микола Миколайович. 13.10.1987. Загинув на Харківському напрямку від удару «Ланцета»[41]
- 31 серпня 2024 — Бойко Руслан Віталійович. 22.09.2000. м. Ізюм. Загинув поблизу села Липці.

### 2025
- 4 серпня 2025 — Денис Львов. Загинув під час виконання бойового завдання поблизу населеного пункту Терни Донецької області[42].

## Традиції та символіка

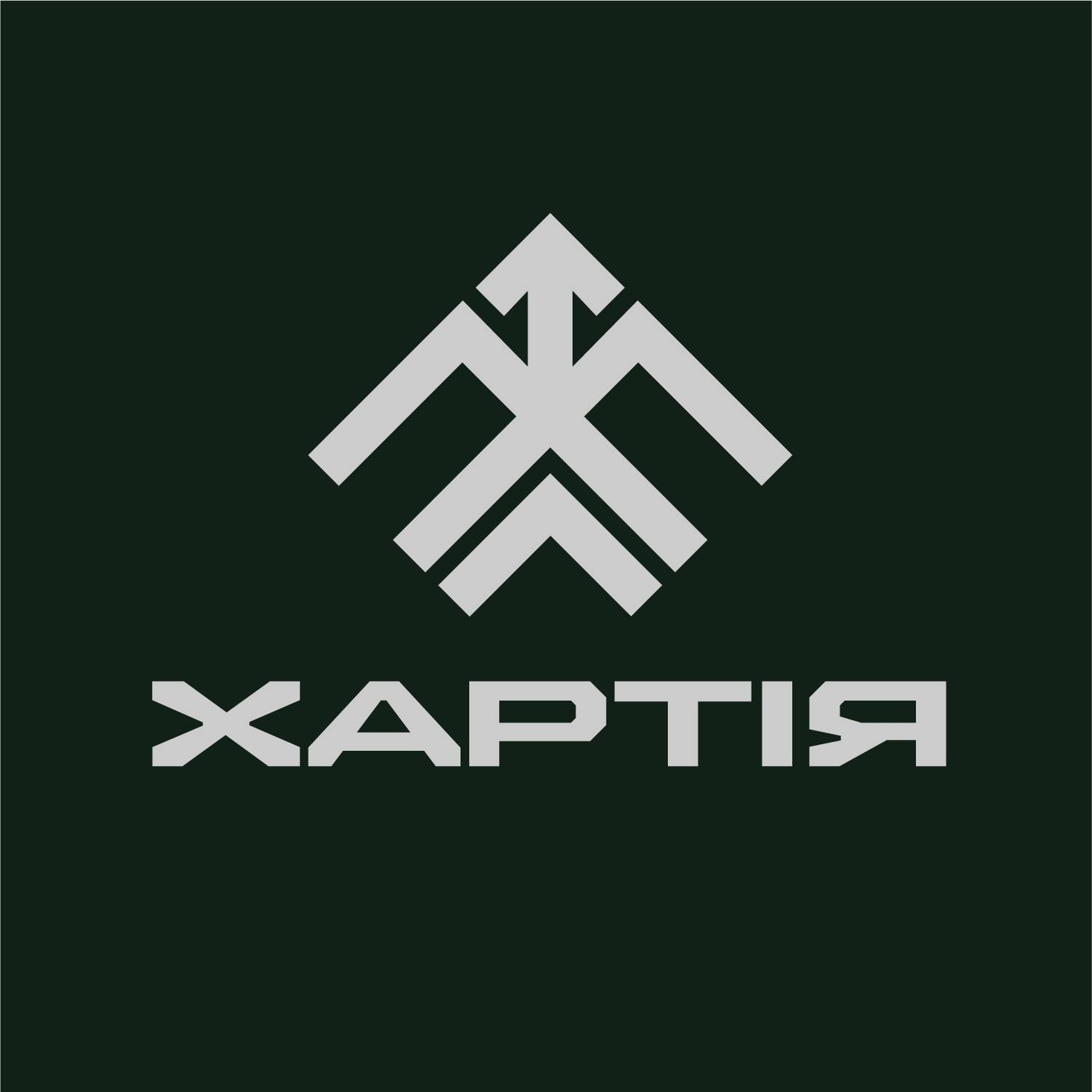
Емблема бригади «Хартія»

Назву «Хартія» запропонував Сергій Жадан. У прямому сенсі вона означає договір, також натякає на походження бригади з Харкова. «Саме слово „хартія“ означає договір між людьми без особливих зобов'язань. […] І оскільки вищезгадані події відбувалися в Харкові, на Слобожанщині, де здавна проживають вільні люди, так з'явилася ця назва», — розповідає командир бригади Ігор Оболєнський.
Емблема «Хартії» є варіацією герба Харківського слобідського козацького полку — напнутого лука зі стрілою. Вона також містить стилізовану літеру «Х», яка є посилання і на назву підрозділу, і на його походження з Харкова.
6 грудня 2022 року гурт «Жадан і Собаки» презентував гімн «Хартії».

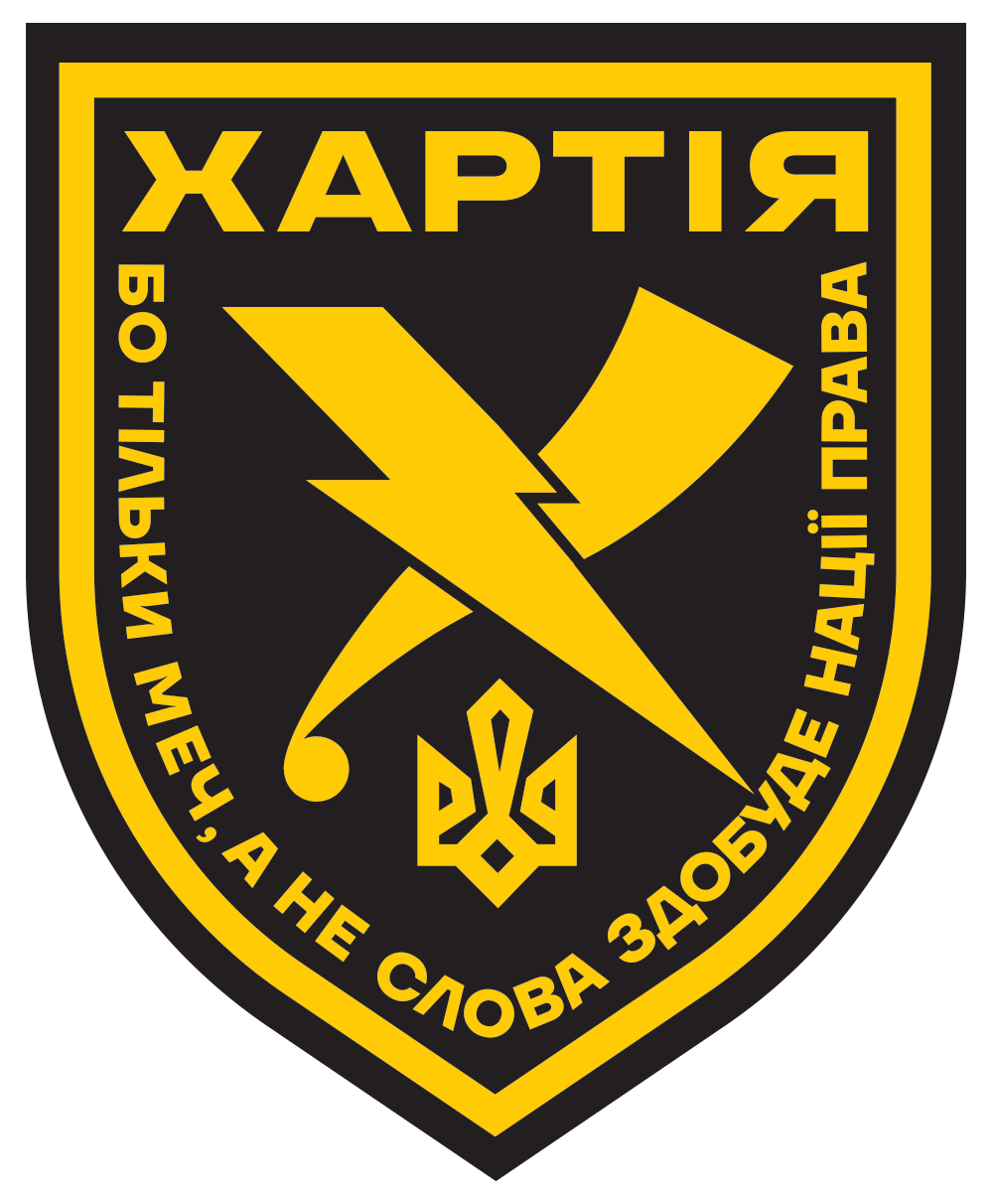
Емблема ДФТГ «Хартія» (2022—2023)
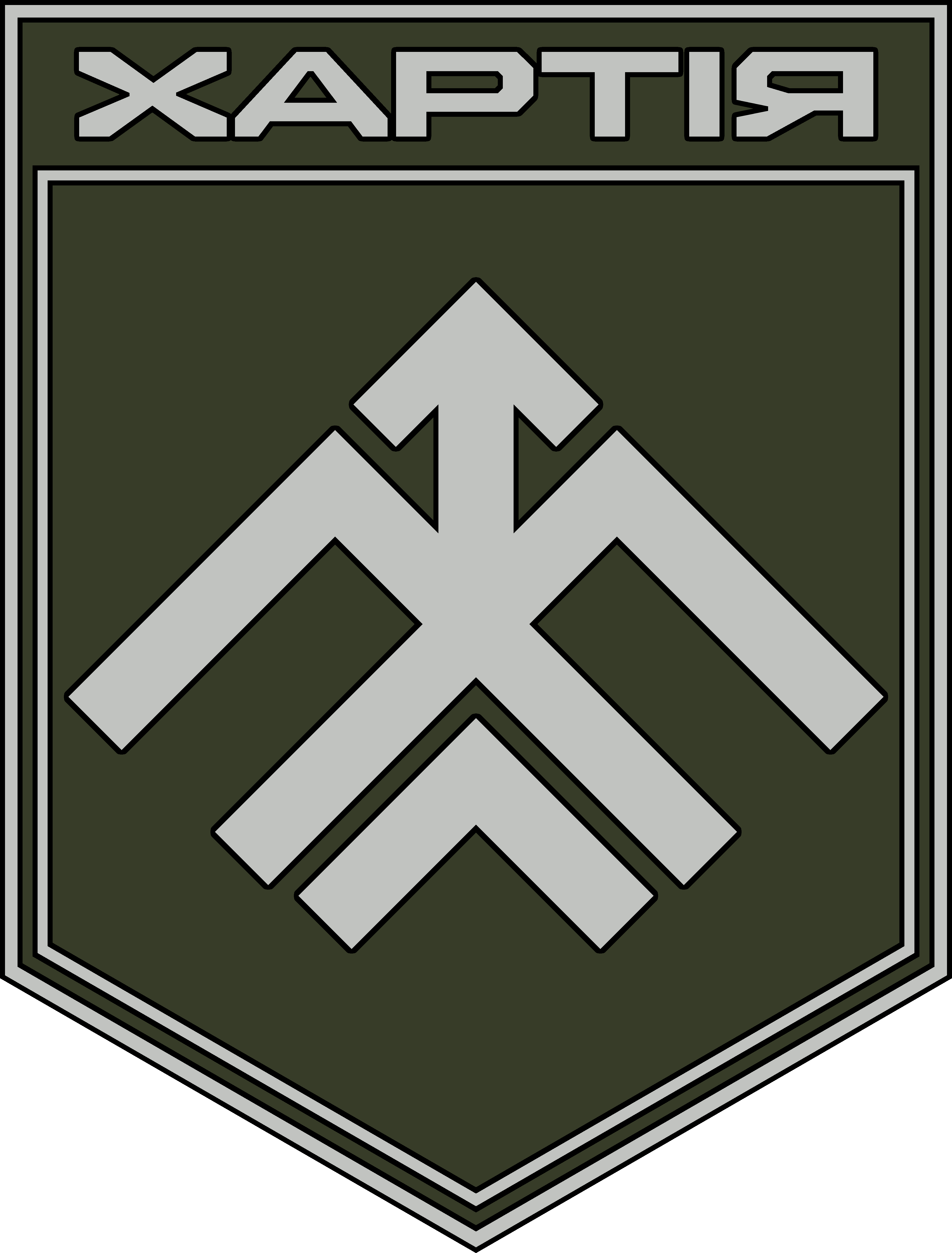
Емблема бригади НГУ «Хартія» (з 2023)

## Патронатна служба
Бригада запустила патронатну службу в 2024 році. У неї два основні напрями: робота з пораненими та підтримка родин військовослужбовців. За інформацією бригади, основна мета патронатної служби — полегшити військовослужбовцям та їхнім родинам вирішення побутових, юридичних та медичних питань, щоб військові могли зосередитися на виконанні бойових завдань та відновленні після поранень, а родини отримували належну підтримку в ситуаціях, коли їхні близькі воюють.

## Нагороджені
- Либенський Сергій Володимирович — старший лейтенант, Герой України (8 серпня 2025, посмертно).

### Відео
- Харків, Бахмут, «Гвардія наступу»: шлях бригади «Хартія» // Deutsche Welle, 25 липня 2023
- «Хартія»: як створити сучасний підрозділ на бізнес-досвіді" // Forbes Ukraine, 26 серпня 2023
- «Найбагатший солдат України», — засновник бригади «Хартія» Всеволод Кожемяко // Радіо Свобода, 2 травня 2024